# Euphorbia hylonoma
Euphorbia hylonoma är en törelväxtart som beskrevs av Hand.-mazz.. Euphorbia hylonoma ingår i släktet törlar, och familjen törelväxter. Inga underarter finns listade i Catalogue of Life.